# 非同盟および発展途上国の平壌映画祭
非同盟および発展途上国の平壌映画祭（英: Pyongyang Film Festival of Non-Aligned and Other Developing Countries. PIFF）は、朝鮮民主主義人民共和国の平壌で1987年に開催されて以来、ほぼ隔年で9月に開催される映画祭。2002年以降は「平壌国際映画祭」に改称した。
「自主・平和・親善」の理念のもと、第三世界の強化発展を図り、ヨーロッパの西側諸国の進歩的映画人も参加するなど、世界各国の親善団結も図っている。最高賞は「たいまつ」金賞。

## 歴史
第8回非同盟諸国首脳会議（1986年9月、ジンバブエ）で、加盟国間の親善・文化交流のため、平壌での定期的開催を申し入れたことを契機として開催が決定され、1987年に初めて催された。

## 受賞作品

### 第1回
1987年9月1日 - 13日、メイン会場：人民文化宮殿
- 劇映画部門
  - 「たいまつ」金賞　『トラジの花』（北朝鮮）
  - 「たいまつ」銀賞　『破片』（リビア）、『罪なき人』（エジプト）
  - 「たいまつ」銅賞　『これも過去のこととなろう』（ユーゴスラビア）、『母の願い』（朝鮮総聯自主映画）
  - 金演技賞　ジャムシド・マサエッキー（イラン『おじいさん』の主役）、呉美蘭（北朝鮮『トラジの花』の主役）
  - 銀演技賞　アリ・ラレビ（リビア『破片』の主役）、ゲエタ（インド『憤怒』の主役）
  - シナリオ賞　『蚊帳の中で』（インドネシア）
  - 演出賞　『黒いもの』（セネガル）
  - 撮影賞　『チウレアンドラ』（ルーマニア）
- 短編映画部門
  - 「たいまつ」金賞　記録映画『若き心の人』（キューバ）
  - 「たいまつ」銀賞　記録映画『黒いページ』（パレスチナ）
  - 「たいまつ」銅賞　記録映画『黄金の裏面』（ニカラグア）
  - 技能賞　記録映画『蟻』（ユーゴスラビア）、記録映画『静寂を破るビゴ』（ジンバブエ）、記録映画『朝鮮の四季』（北朝鮮）
- アニメーション部門
  - 「たいまつ」金賞　『盗賊を負かした少年』（北朝鮮）
  - 「たいまつ」銀賞　『ドルと大砲に反対するエルビディオ・パルデス』（キューバ）
  - 「たいまつ」銅賞　『住宅43号棟』（ユーゴスラビア）
- 平壌映画祭国際審査委員会特別賞
  - 劇映画『豹の時代』（モザンビーク・ユーゴスラビア合作）
- 平壌映画祭組織委員会特別賞
  - 記録映画『第8回非同盟諸国首脳会議』（ジンバブエ）

### 第2回
1990年9月1日 - 13日、メイン会場：平壌国際映画会館
- 芸術映画
  - 「たいまつ」金賞　『幸福の小さな鳥』（イラン）
  - 「たいまつ」銀賞　『エル・アラゴズ』（エジプト）
  - 「たいまつ」銅賞　『圧力の下で』（キューバ）
  - シナリオ賞　『フランチシェクフとの曲折多き人生』（ポーランド）
  - 監督賞　『忘れた話』（モンゴル）
  - 撮影賞　『花に覆われた川』（ベトナム）
  - 演技賞　モハマド・カダル・カリム（エジプト『エル・アラゴズ』の主役）、呉美蘭（北朝鮮『生の痕跡』の主役）
- 記録映画
  - 「たいまつ」金賞　『統一の花』（北朝鮮）
  - 「たいまつ」銀賞　『停留所』（スーダン）
  - 「たいまつ」銅賞　『原油所有権奪取』（メキシコ）
  - 構成賞　『わが祖国ガーナ』（ガーナ）
  - 監督賞　『われわれはパレスチナ人だ』（パレスチナ）
  - 撮影賞　『統一の花』（北朝鮮）
- 平壌映画祭国際審査委員会特別賞
  - 芸術映画『生の痕跡』（北朝鮮）
- 平壌映画祭組織委員会特別賞
  - 芸術映画『アストリアコーヒー店』（ユーゴスラビア）
  - 記録映画『農村女性のためのよりりっぱな生活』（ナイジェリア）
- 朝鮮社会団体・諸機関賞
  - 朝鮮文学芸術総同盟賞　芸術映画『再び帰らん』（ペルー）、記録映画『輝け　総聯』（朝鮮総聯）
  - 朝鮮対外文化連絡委員会賞　芸術映画『ブケラルラ・バラダ』（インド）、記録映画『崩れる障壁』（国連）
  - 朝鮮アジアアフリカ団結委員会賞　芸術映画『ノエサ・ペニダ島』（インドネシア）、記録映画『闘う国』（アルジェリア）
  - 朝鮮映画人同盟賞　芸術映画『生命を払った人々』（ルーマニア）、芸術映画『シャニ』（パレスチナ）、芸術映画『麻薬』（セネガル）
  - 雑誌「朝鮮映画」賞　芸術映画『戦争を止めた犬』（カナダ）、芸術映画『帰れない旅行』（ドミニカ共和国）、芸術映画『爆発』（レバノン）
  - 雑誌「朝鮮文学」賞　芸術映画『ただあなただけを』（チェコスロバキア）、芸術映画『木』（バングラデシュ）、記録映画『美しい遺産』（リビア）
  - 雑誌「朝鮮芸術」賞　芸術映画『見知らぬ人々』（アフガニスタン）、芸術映画『神のせいではない』（タンザニア）、芸術映画『1986年秋』（チュニジア）

### 第3回
1992年9月6日 - 13日、メイン会場：平壌国際映画会館
- 「たいまつ」金賞　劇映画『民族と運命』第一部・第二部（北朝鮮）、記録映画『煙におおわれた都市』（ポーランド）
- 「たいまつ」銀賞　劇映画『レオ・ソニボイ』（スイス）、記録映画『朝鮮総聯が歩んだ栄光の道』（朝鮮総聯）
- 「たいまつ」銅賞　劇映画『乞食と傲慢な人たち』（エジプト）、記録映画『生存』（エジプト）
- シナリオ賞　劇映画『息子たち』（ベトナム）、記録映画『ヒエナ』（セネガル）
- 演出賞　劇映画『タクシー』（インドネシア）、記録映画『朝鮮総聯が歩んだ栄光の道』（朝鮮総聯）
- 演技賞　男優：アリレジァ・カムセ（イラン劇映画『13号住宅』主人公役）、女優：シャバナ・アズマ（インド劇映画『衣服』主人公役）
- カメラ　劇映画『狂症』（中国）、記録映画『その日は来る』（ルーマニア）

### 第4回
1994年9月26日 - 10月4日、メイン会場：平壌国際映画会館
- 「たいまつ」金賞　劇映画部門『葦原』（ベトナム）、記録映画部門『かかし』（エジプト）
- 「たいまつ」銀賞　記録映画部門『朝鮮総聯が歩んだ栄光の道』（朝鮮総聯）

### 第5回
1996年、メイン会場：平壌国際映画会館

### 第6回
1998年9月16日 - 25日、メイン会場：平壌国際映画会館
- 「たいまつ」金賞　劇映画部門『遠い将来の自分の姿』（北朝鮮）、記録映画部門『天下第一峰』（北朝鮮）

### 第7回
2000年9月13日 - 21日、メイン会場：平壌国際映画会館

### 第8回
2002年9月4日 - 13日、メイン会場：平壌国際映画会館

### 第9回
2004年9月12日 - 20日，メイン会場：平壌国際映画会館
- 長編劇映画部門
  - 「たいまつ」金賞　『母と娘』（中国）
  - 「たいまつ」銀賞　『映画狂症』（イラン）
  - 「たいまつ」銅賞　『夢の中のイメージ』（シリア）
  - 文学賞　『映画狂症』（イラン）
  - 演出賞　『ロジェン街の婦人たち』（ドイツ）
  - 撮影賞　『鯨に乗った少女』（ニュージーランド）
  - 美術賞　『この女性を祝福せよ』（ロシア）
  - 音楽賞　『ベッカムに恋して』（イギリス）
  - 男優演技賞　『橋の向こうで』の主役（中国）
  - 女優演技賞　『この女性を祝福せよ』の主役
  - 祭典国際審査委員会特別賞　『われらの香り』（北朝鮮）
  - 祭典組織委員会特別賞　『ロジェン街の婦人たち』
- 記録、短編映画
  - 演出賞　記録映画『人間の照明』（カナダ）
  - 構成賞　劇映画『ビクトルの兄弟』（スウェーデン）
  - 撮影賞　記録映画『朝鮮民族同士で手を取り合って』（北朝鮮）
  - 音楽賞　記録映画『心の国』（イギリス）
  - 美術賞　記録映画『人間の照明』（カナダ）

### 第10回
2006年9月13日 - 22日、メイン会場：平壌国際映画会館
- 長編劇映画
  - 最優秀映画賞　劇映画『ナポラ学校（de:Napola – Elite für den Führer、邦題：エリート養成機関 ナポラ）』（ドイツ）
  - 演出賞　劇映画『愛のためではない』（フランス）
  - 文学賞　劇映画『秘密』（フランス）
  - 撮影賞　劇映画『三都物語』（インド）
  - 男優演技賞　劇映画『幕裏で』の主演男優（ベルギー）
  - 女優演技賞　劇映画『ステネンバーグ村』の主演女優（スイス）
  - 美術賞　劇映画『三都物語』（インド）
  - 音楽賞　劇映画『狼が鳴く』（ロシア）
  - 技術賞　劇映画『太行山』（中国）
- テレビ映画
  - 演出賞　記録映画『へき村のアームレスラー』（スウェーデン）
  - 構成賞　記録映画『寒さに対する感情』（エジプト）
  - 撮影賞　記録映画『皇帝ペンギン』（フランス）
  - 美術賞　アニメ映画『かしこいタヌキ』（続編）『力比べの日にあったこと』（北朝鮮）
  - 音楽賞　記録映画『皇帝ペンギン』（フランス）
- 祭典組織委員会賞
  - 劇映画『社会的関係』（シリア）
  - 劇映画『暖かい春』（中国）
- 祭典国際審査委員会賞
  - 記録映画『兵士の子孫』（ベトナム）

### 第11回
2008年9月17日 - 26日